# Hard (Austria)
Hard (in alemanno Haard) è un comune austriaco di 13 205 abitanti nel distretto di Bregenz, nel Vorarlberg; ha lo status di comune mercato (Marktgemeinde). Sorge sulle rive del Lago di Costanza.

## Amministrazione

### Gemellaggi
- Bagnoli di Sopra, dal 1986
- Balgach, dal 1995[senza fonte]